# Supaplex
A Supaplex egy számítógépes videójáték, amit a Dream Factory cég két embere, Michael Stopp és Philip Jespersen talált ki. Eredetileg egy fejlettebb verziót akartak készíteni a Boulder Dash nevezetű játékhoz, a cél az volt, hogy ráférjen egy floppyra. A fejlesztők azonban elvetették ezt a felfogást és egy jobb grafikával rendelkező, élvezetes játékot hoztak létre.
A játékot Amiga, Atari ST és MS-DOS platformokra tervezték. Mivel a Supaplex hardverfüggő program, a PC-k fejlődésével többszörösen felgyorsult lett. Ezt Herman Perk küszöbölte ki kiadva a SpeedFix nevezetű programot, ami szabályozza a játék gyorsaságát.
A fejlesztők szabad szoftverként forgalmazzák.

## A játékról
Összesen 111 szintből áll, amelyeket sorban kell végigjátszani- van azonban 3 lehetőség, hogy átugorjuk a következő szintet. Ezek a szintek sokszor nagy kihívást jelentenek, kifinomult játékmódot igényelnek.

### A játék figurái
A játékban majdnem mindegyik figura viselkedése megegyezik az eredeti Boulder Dash elemeinek viselkedésével, csak a kinézetük más:
- Murphy = Ezt irányítja a játékos. Az a feladata, hogy összeszedjen elég Infotront ahhoz, hogy a Kijáraton keresztül a következő szintre jusson. Murphyt több dolog is felrobbanthatja: egy Ollóval vagy Elektronnnal való összeütközés, egy robbanás közelben éri, egy mozgó elembe ütközik, vagy a fejére esik valami. Ha a figura felrobban, a játékos kezdheti elölről az adott szintet.
- Bázis (base) = Ez eltűnik, ha Murphy  ráhalad, vagy felszippantja (más elemek nem tudnak áthaladni rajta). Ha gravitáció van a szinten, Murphy ezen tud felkapaszkodni. A Bázisról soha nem esnek le Golyók vagy Infotronok.
- Hibás bázis (bug) = Egy olyan Bázis, amiben van egy hiba. Ha Murphy akkor halad rá, amikor aktív (szikrázik), felrobbantja. Amikor nem aktív, nem lehet megkülönböztetni egy normális Bázistól.
- Infotron = Nagyon fontos elem: a szint megoldásához Murphynek meghatározott számú Infotront kell összegyűjtenie, hogy a Kijáraton keresztül a következő szintre léphessen. Csak nyugalmi állapotban vehetők fel (az Infotronok le is eshetnek).
- Golyó (zonk) = A Boulder Dash sziklája itt golyószerű elem. Leejthető, ám vízszintes irányban mozgatható is. Mind az Infotronok, mind a Golyók egymás tetejére esve, legurulnak az alattuk lévő elemről. A gurulás iránya (balra vagy jobbra, az üres hely függvényében) egyfajta szabályosságot követ, amely lehet előnyös és hátrányos is.
- Kijárat (exit) = Ha Murphy elegendő Infotront gyűjtött aktiválódik, és rajta keresztül lehet a következő szintre jutni. Egy szinten belül több is lehet belőle, robbanás közelében pedig elveszhet.
- Olló (snik snak) = Ez Murphy egyik ellensége. Ráejtve valamit, illetve ha egy robbanás a közelében éri, maga is felrobban. Csak az üres mezőkben tud mozogni, mindig a tőle balra levő, nem átjárható mezőket követve halad.
- Elektron (electron) = Ugyanúgy viselkedik, mint az Olló, csak mikor felrobban, a helyén és a közelében Infotronok keletkeznek. Ez akkor fontos, mikor a szinten nincs elegendő Infotron, hogy Murphy a következő szintre juthasson.
- Alagút (port) = Ezen csak Murphy tud áthaladni, Ollók, Golyók vagy más mozgó elemek nem. Egyes alagutak egyirányúak, másokon oda-vissza is lehet közlekedni.
- Lemezek (disks) = Háromféle, különböző tulajdonságú lemez van:
  - Narancssárga lemez (orange disk) = Úgy viselkedik, mint egy Golyó, annyi különbséggel, hogy ha ráejtenek valamit vagy ha leesik, felrobban.
  - Vörös lemez (red disk) = Murphy fel tudja venni, mintha egy Bázis lenne, aztán elhelyezheti máshová, ahol felrobban. Az ilyen lemezek soha nem esnek le.
  - Sárga lemez (yellow disk) = Minden Sárga lemez a szinten fel fog robbanni, ha Murphy megérint egy Terminált. Lehet őket minden irányba mozgatni. Terminál érintése nélkül csak akkor robbannak fel, ha egy Infotron esik rájuk.
- Terminál (terminal) = Murphy úgy tudja aktiválni, mint felvenni az Infotront. Megérintve felrobbantja a szinten található összes Sárga lemezt.
- RAM chipek = Olyanok, mint a Hardverek, kivéve, hogy robbanás útján eltűnhetnek, illetve Golyók és Infotronok leeshetnek a szélükről (bizonyos körülmények között).
- Hardver (hardware) = Stabil elemek: nem robbanthatóak fel, nem mozdíthatók és általában Murphy útját zárják el. A többi esetben pedig dekorációk (ezért is van belőlük annyiféle). A Hardverek széléről soha nem esnek le Golyók és Infotronok.
- Robbanás (explosion) = Ez valójában nem egy szereplője a játéknak. Kétféle robbanás van: egyszerű robbanás és Infotronokká való robbanás (Elektron). A robbanás kiterjedését mindig befolyásolja a környezete (pl. Hardverek, Ollók, Lemezek, stb.), de alapesetben egy 3x3-as blokknak felel meg.

## Supaplex klónok

### Megaplex
Ez az eredeti Supaplex klónja, ami Windows alatt fut. Itt is 111 szint áll rendelkezésre. A játékos készíthet és megoszthat saját pályákat egy pályakészítő program segítségével.

### Supaplex 3000
Ez az eredeti Supaplex klónja, ami szintén Windows alatt fut kissé nagyobb felbontású grafikával.

### Más klónok
Supaplex-szerű más játékoknak még a címe is árulkodó: WinPlex, SubTerra, New Supaplex, valamint "Igor", Diamond Dashés Rocks'n'Diamonds. Létezik egy Macintoshra írt verzió is Infotron néven.